# Canyon City (Oregon)
Canyon City ist eine Stadt im Grant County im US-Bundesstaat Oregon. Es ist der County Seat des Grant County und liegt etwa 3 km südlich von John Day am US Highway 395. Bei der Volkszählung 2020 hatte die Stadt eine Gesamtbevölkerung von 660.

## Geografie
Canyon City liegt an der US Route 395 etwa 3 km südlich der Stadt John Day, des John Day River und der US Route 26.  Es liegt 240 km östlich von Bend und 428 km südöstlich von Portland.
Die Stadt liegt auf einer Höhe von etwa 980 m. Zwischen Canyon City und Burns im Süden verläuft die Route 395 durch Teile des Malheur National Forest. Nach Angaben des United States Census Bureau hat die Stadt eine Gesamtfläche von 3,65 Quadratkilometern, wovon alles Land ist.

## Klima
Die Klimaregion ist durch große saisonale Temperaturunterschiede gekennzeichnet, mit warmen bis heißen (und oft feuchten) Sommern und kalten (manchmal sehr kalten) Wintern. Nach dem Köppen-Klimaklassifikationssystem hat Canyon City ein feuchtes Kontinentalklima, das auf Klimakarten mit „Dfb“ abgekürzt wird.

## Geschichte
Canyon City wurde im Juni 1862 als Ergebnis der Entdeckung von Gold im Canyon Creek gegründet, der von Süden her fließt und bei John Day in den John Day River mündet. Als bis zu 10.000 Bergleute in den Anfängen des Ansturms nach Whiskey Gulch und anderen Abschnitten des Canyons strömten, stiegen die Grundstückswerte zwischen Canyon City und John Day auf etwa 500 $ pro Quadratyard (600 $/m²).
Die Schätzungen des Gesamtwerts des Goldes von Canyon Creek waren unterschiedlich. Der Geologe Waldemar Lindgren gab an, dass in den ersten drei Jahren von 1862 bis 1864 jeweils zwischen 3 und 5 Millionen Dollar Gold gefördert wurden. Rossiter Raymond, der US Commissioner of Mining Statistics, meldete zwischen 1865 und 1870 einen Jahresdurchschnitt von 1,1 Millionen Dollar, der danach allmählich abnahm. Die von Lindgren und Raymond angegebenen Zahlen basierten auf dem festen Goldwert von 20,67 $ pro Unze. Daher sollten diese maßgeblichen Quellen dahingehend interpretiert werden, dass die jährliche Goldproduktion von Canyon Creek in den Jahren 1862, 1863 und 1864 auf 150.000 bis 250.000 Unzen und dann zwischen 1865 und 1870 auf durchschnittlich 55.000 Unzen pro Jahr geschätzt wird. Frühere Schätzungen gehen davon aus, dass 16 Millionen Dollar an Gold gefördert wurden. Diese Zahlen zeigen, dass die Bruttogoldproduktion von Canyon Creek in den 40 Jahren zwischen 1862 und 1902 ungefähr 800.000 Unzen betrug. Im Jahr 2013 würde dieses Gold bei 1.400 $ pro Unze einen Wert von 1,12 Milliarden $ haben. Die Goldproduktion dauerte weitere 40 Jahre, bis 1942. Das Labour Board L-208 beschloss dort, dass der Goldabbau verboten wird.
Viele Bergleute und andere betraten das Gebiet entlang einer Wagenstraße, die The Dalles am Columbia River mit Canyon City verband. Ein paar Jahre später war diese Straße Teil der Vorlage für das, was als The Dalles Military Road bekannt wurde.
Die Stadt wurde 1864 als County Seat gewählt, als das Grant County aus dem alten Wasco County und dem alten Umatilla County gebildet wurde. Canyon City wurde 1891 eingemeindet und die Wähler wählten CW Parrish zum ersten Bürgermeister.
Canyon City wurde als „Deadwood von Oregon“ beschrieben.

## Wirtschaft
Der größte Arbeitgeber in Canyon City war im Jahr 2002 die Bezirksregierung, die Mitarbeiter im Gerichtsgebäude, im Gefängnis sowie im Straßen- und Gesundheitsamt beschäftigte. Zweitgrößter Arbeitgeber war der Grant School District, der Leute im Landratsamt und in der Humboldt Elementary School beschäftigte. Die nächsten drei größten waren Grayback Forestry, ein Unternehmen für Wiederaufforstung und Brandbekämpfung; Jackson Oil, eine Tankstelle, ein Minimarkt und ein Büro; und eine Wartungswerkstatt des Verkehrsministeriums von Oregon.

## Demografie
2020 hatte der Ort 660 Einwohner.

### Bevölkerungsentwicklung
| Einwohnerentwicklung | Einwohnerentwicklung | Einwohnerentwicklung |
| Jahr                 | Einwohner            | %±                   |
| -------------------- | -------------------- | -------------------- |
| 1870                 | 250                  | —                    |
| 1880                 | 393                  | 57,2 %               |
| 1890                 | 304                  | −22,6 %              |
| 1900                 | 345                  | 13,5 %               |
| 1910                 | 364                  | 5,5 %                |
| 1920                 | 354                  | −2,7 %               |
| 1930                 | 268                  | −24,3 %              |
| 1940                 | 312                  | 16,4 %               |
| 1950                 | 508                  | 62,8 %               |
| 1960                 | 654                  | 28,7 %               |
| 1970                 | 600                  | −8,3 %               |
| 1980                 | 639                  | 6,5 %                |
| 1990                 | 648                  | 1,4 %                |
| 2000                 | 669                  | 3,2 %                |
| 2010                 | 703                  | 5,1 %                |
| 2020                 | 660                  | −6,1 %               |

## Persönlichkeiten
- Joaquin Miller (1839–1913), Poet